# Geografía de Suazilandia

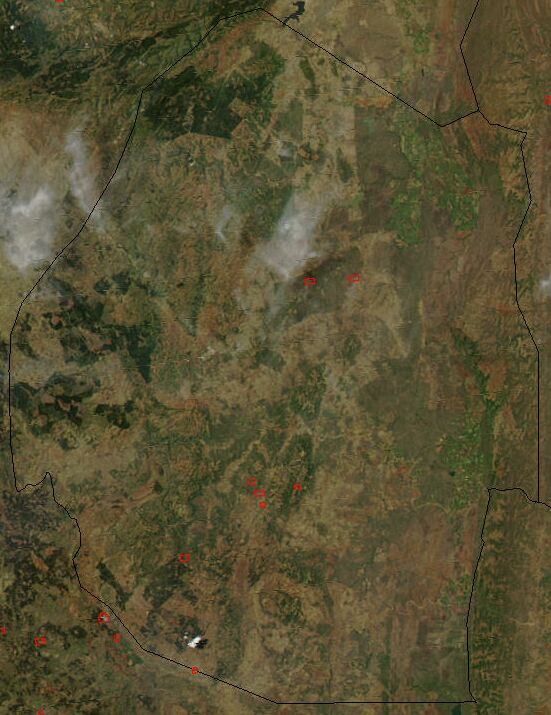
Imagen satelital.

Suazilandia es un país en el sur de África, limitando con Mozambique y Sudáfrica.
Se divide en cuatro regiones geográficas diferenciadas, de oeste a este:
- El Highveld o High Veld (Campo Alto), con una altitud media de 1300 metros es la continuación de las Montañas Drakensberg de Sudáfrica.
- El Middleveld o Middle Veld (Campo Medio), con 700 metros de altura media, ocupa el 26% del territorio. Es una región de colinas y valles fértiles.
- El Lowveld o Low Veld (Campo Bajo), de 200 metros de media es una zona insalubre y seca.
- La Cordillera Lebombo, de 600 metros de altura media es una zona relativamente aislada al este del país.

Los ríos más importantes que riegan el país son: el Usutu, el Ingwavuma y el Komati. La cota más alta es el monte Emlembe con 1.862 metros y la más baja se encuentra en el río Usutu a 21 metros sobre el nivel del mar.
Con 70.000 habitantes, la capital Mbabane, es la ciudad más grande. Otras ciudades importantes son: Manzini, Lobamba (capital administrativa), Siteki, Nhlangano y Piggs Peak.

## Datos

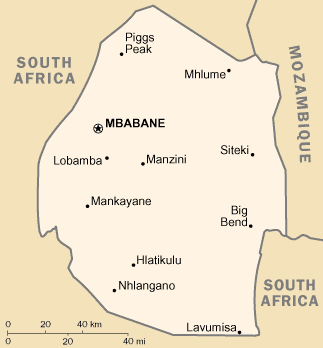
Mapa de Suazilandia.

Coordenadas geográficas: 26°30′S 31°30′E / -26.500, 31.500
Continente:
África
Área:

total:
17.363 km²

tierra:
17.203 km²

agua:
160 km²
Área - comparación:
Ligeramente más pequeño que el estado estadounidense de Nueva Jersey.
Tamaño de la frontera:

total:
535 km

límite por país:
Con Mozambique 105 km, con Sudáfrica 430 km
Costas:
0 km (sin acceso al mar)
Reivindicaciones marítimas:
ninguna (sin acceso al mar)
Clima:
varía de tropical a medianamente templado.
Terreno:
sobre todo montañas y colinas; algunos llanos moderadamente inclinados.
Puntos extremos:

punto más bajo:
Río Usutu 21 m

punto más alto:
Monte Emlembe 1.862 m
Recursos naturales:
asbesto, carbón, arcilla, casiterita, energía hidráulica, bosques, pequeños yacimientos de oro y diamantes, piedra cantera, y talco
Uso de la tierra:

tierra de cultivo
9,77% (1998 est.), 11% (1993 est.)

cosechas permanentes:
0,7% (1998 est.), 0% (1993 est.)

pastoreo permanente:
62%

bosques y arboledas:
7%

otros:
89,53% (1998 est.), 20% (1993 est.)
Tierra irrigada:
670 km² (1993 est.)
Peligros naturales:
NA
Medio ambiente - problemas actuales:
limitadas provisiones de agua potable; la fauna salvaje está desapareciendo debido a la caza excesiva; sobreapacentamiento; degradación de suelo; erosión
Medio ambiente - tratados internacionales:

ratificados:
Diversidad biológica, cambio de clima, especies en vías de extinción, prohibición de pruebas nucleares, protección de la capa de ozono

firmados, pero no ratificados:
Desertificación, Ley del mar
Geografía - nota:
sin acceso al mar; casi completamente rodeado por Sudáfrica.

## Áreas protegidas de Suazilandia
Según la IUCN, en 2024 había 15 áreas protegidas en el reino de Eswatini o Suazilandia, con una extensión de 735 km2, el 4,23 % del territorio de 17.370 km2. Incluyen 1 parque nacional y 10 reservas naturales, además de 3 sitios Ramsar y 1 reserva de la biosfera de la Unesco. Asimismo, en Suazilandia hat 2 sitios IBA, de importancia para las aves, y 11 áreas clave de biodiversidad.